# Thomas B. Jackson
Thomas Birdsall Jackson (* 24. März 1797 in Jerusalem, New York; † 23. April 1881 in Newtown (heute Elmhurst), New York) war ein US-amerikanischer Jurist und Politiker. Zwischen 1837 und 1841 vertrat er den Bundesstaat New York im US-Repräsentantenhaus.

## Werdegang
Thomas Birdsall Jackson besuchte öffentliche Schulen und war danach in der Landwirtschaft tätig. Er studierte Jura. Nach dem Erhalt seiner Zulassung als Anwalt praktizierte er in Jerusalem und Newtown. 1832 wurde er zum Bezirksrichter gewählt. Jackson verfolgte auch eine politische Laufbahn. Er saß zwischen 1833 und 1835 in der New York State Assembly. Im letzten Jahr zog er nach Newtown, wo er als Friedensrichter tätig war. Bei den Kongresswahlen des Jahres 1836 wurde Jackson als Demokrat im ersten Wahlbezirk von New York in das US-Repräsentantenhaus in Washington, D.C. gewählt, wo er am 4. März 1837 die Nachfolge von Abel Huntington antrat. Nach einer erfolgreichen Wiederwahl im Jahre 1838 verzichtete er auf eine dritte Kandidatur bei den Wahlen im Jahr 1840 und schied nach dem 3. März 1841 aus dem Kongress aus. Danach war er wieder in der Landwirtschaft tätig. Er starb am 23. April 1881 in Newtown und wurde auf dem Flushing Cemetery beigesetzt.